# Uithoudingsvermogen
Het uithoudingsvermogen is het vermogen om gedurende een bepaalde tijd een lichamelijke of geestelijke inspanning te kunnen volhouden. Het begrip wordt ook in verband met het voortbestaan van bepaalde objecten gebruikt. 
Evolutionair was uithoudingsvermogen van groot belang: in de prehistorie kon de mens duurlopend snellere wilde dieren vangen door deze langdurig te achtervolgen tot deze door uitputting neervielen. Studies van Bosjesmannen in Botswana en experimenten in New Mexico ondersteunen deze theorie over renjacht.

## In de sport
In de meeste sporten wordt uithoudingsvermogen geassocieerd met conditionele aspecten en vaak gekwantificeerd, bijvoorbeeld door de tijdsspanne te meten waarbinnen een sporter een bepaald bewegingsintensiteitsniveau kan volhouden.
Een goed voorbeeld is de coopertest, een snel instrument om iemands basisconditie te bepalen: uit de afstand die iemand loopt in 12 minuten tijd, kan zijn/haar conditiepeil worden afgelezen.